# Dârjiu
Dârjiu (em húngaro: Székelyderzs) é uma comuna romena localizada no distrito de Harghita, na região histórica da Transilvânia. A comuna possui uma área de 41.97 km² e sua população era de 1096 habitantes segundo o censo de 2007.